# Beszédes Lajos
Beszédes Lajos (Komárom, 1898. március 15. – Pennsylvania, King of Prussia, 1984. november 6.) magyar cserkészvezető, keramikus, főjegyző.

## Élete
Anyja Balogh Jolán iparművész volt. Cserkészavatása 1913. október 21-én volt a komáromi Bencés Gimnázium “Turul” csapatában. 1914-ben lett őrsvezető, majd segédtiszt. Parancsnokai a bencés gimnáziumban neves tanárai voltak: 1913–1923 között Karle Sándor, 1923–1924-ben Szívós Donát, 1924–1925-ben és 1926-1928 között Bíró Lucián, 1925–1926-ban pedig Hajdú Lukács. A csapat neve később 113. Sz. Jókai Mór Cserkészcsapat lett.
1916-ban behívták katonának és 1918. november 20-án zászlósként szerelt le. Az első világháború után jegyzői vizsgát tett Turócszentmártonban. Így került Trencsén mellé Lednicrónára 1926-ban. A csapat háború alatt (és miatt) elhanyagolt munkáját ő frissítette fel, és saját hatáskörében még vezetőképzést is tartott. 1922-ben ő vezette a bencés gimnázium csapatának első – a háború utáni nyári táborát.
Belső munkatársa volt a szlovákiai Mi Lapunk, majd később a Tábortűz cserkészújságoknak. 1930-ban csehszlovák cserkésztiszti tábort (ún. Erdei Iskolát) végzett azzal a bejelentett szándékkal, hogy megszervezi majd a magyar nyelvű cserkésztiszti tanfolyamot. Ezt 1934-ben és 1935-ben valósította meg a Magas–Tátrában. 1933-ban a gödöllői 4. Cserkész Világdzsemborin nem vehetett részt, mivel az főjegyzői állásába került volna. 1934-ben a lednicrónai helyi 10 tagú cserkészcsapat vezetője volt, míg felesége, Beszédes Ilona leánycsapatot vezetett a helységben. 1937-től a csehszlovákiai cserkészet magyar alosztályában a tisztképzés vezetőjévé választották meg. Az 1937-es hollandiai jamboreen, mint a csehszlovákiai magyar kontingens parancsnoka vett részt. 1938-ban a visszacsatolás után elsőként kapta meg az Pro Libertate emlékérmet.
A X. cserkészkerület ellenőrévé nevezték ki. Ekkor írta meg a csehszlovákiai magyar cserkészvezető-képzés történetét a kezdetektől 1938-ig. (Korábban, már 1929-ben elkészítette a komáromi bencés cserkészcsapat hőskorának, az 1913–1914-es éveknek a történetét.) Az első bécsi döntés után Gútán lett főjegyző. Előzőleg Megyercsen és Csicsón is jegyzősködött. 1945. április 14-én Németországba távozott felesége és lánya (Erzsébet) után. Huzamosabb ideig Bajorországban, Kienberg bei Trostbergben élt családjával, ahol lánya férjhez ment Nagyiványi Fekete Miklóshoz 1948-ban.
Az 1949-es évben kivándoroltak az Amerikai Egyesült Államokba. A kezdeti nehézségek után a híres Boys Townban tanított kerámiát. Bekapcsolódott a cserkészmozgalomba, cserkésztisztje lett az ottani cserkészcsapatnak is. Később körzeti vezető lett. Áldozatkész munkásságáért megkapta a "Silver Beaver" (Ezüst Hód) kitüntetést. Idősebb korában a pennsylvaniai King of Prussiába, lánya családjához költözött. Súlyos betegségben hunyt el 1984-ben.

## Elismerései és emlékezete

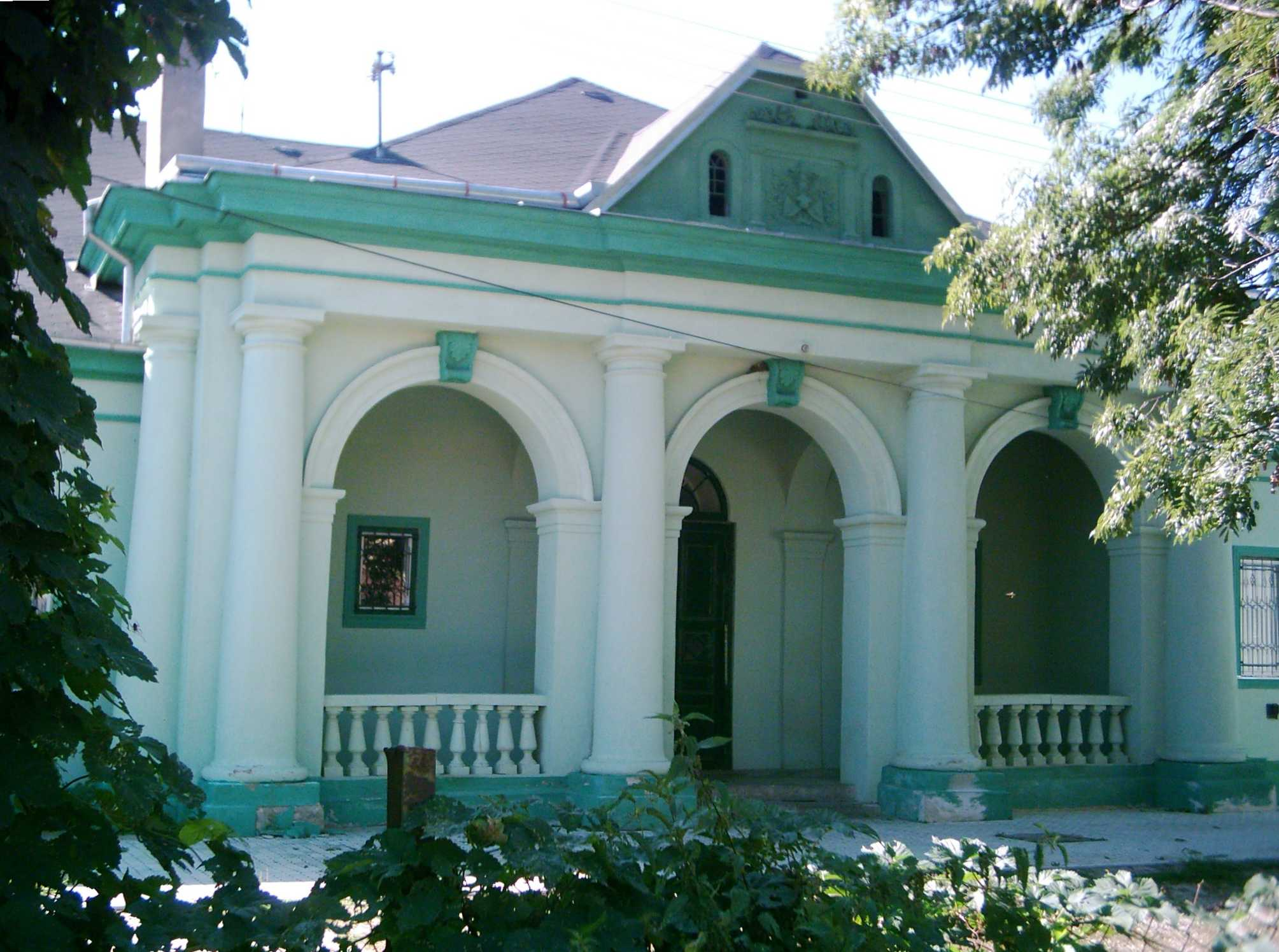
A palásti cserkészközpont

- Silver Beaver (Ezüst Hód) kitüntetés
- Beszédes Lajos-érdemérem – a cserkészcsapatoknál működő érdemes vezetők kitüntetése
- Palást, Beszédes Lajos cserkészpark
- Palásti Beszédes Lajos Cserkészcsapat és Vezetőképző Központ
- Árpád Érem (amerikai) (1979, bronz)

## Művei
- 1941 Komárom vármegye Évkönyve az 1941. évre. Sátoraljaujhely. (tsz.)